# کاروندیلیت (سنت لوئیس)
کاروندیلیت (به انگلیسی: Carondelet) یک محله در ایالات متحده آمریکا است که در سنت لوئیس، میزوری واقع شده‌است. این محله در سال ۱۸۵۱ به عنوان یک شهر مستقل ثبت شد و در سال ۱۸۷۰ به شهر سنت لوئیس ضمیمه شد. جمعیت این محله بر اساس سرشماری سال ۲۰۰۰، ۹۹۶۰ نفر بوده‌است.